# 눕기

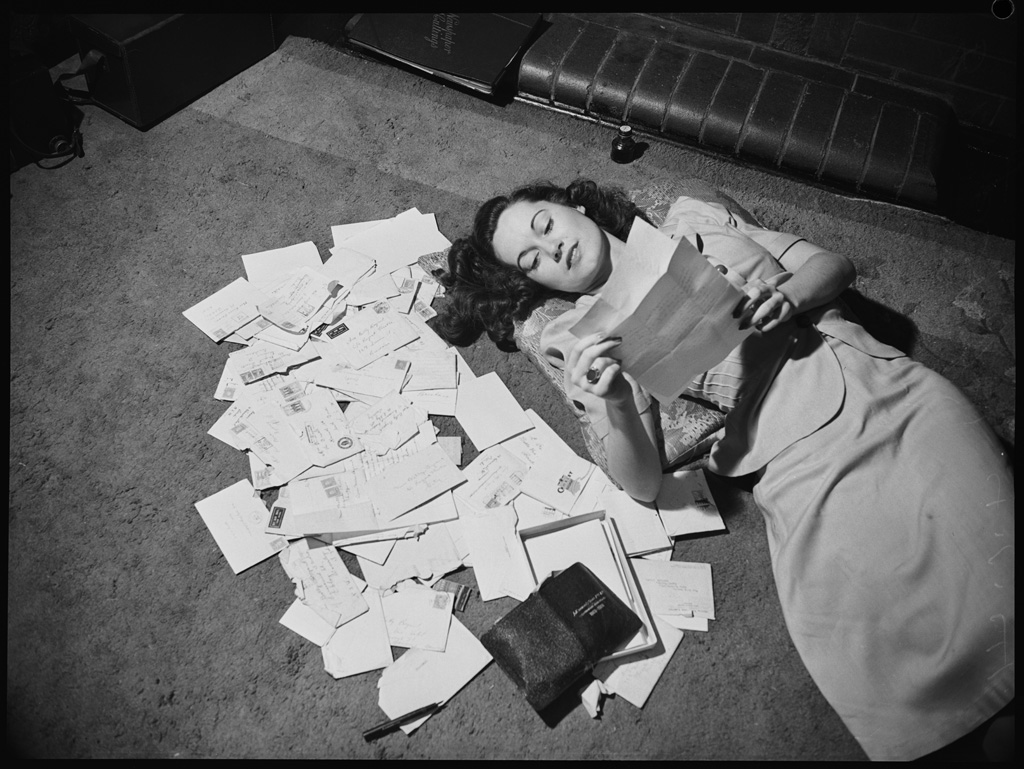
베티 브라이언트가 누워서 편지를 읽고 있다.

눕기는 사람의 신체를 수평으로 아래 표면에 지지되는 인간 자세 중 한 유형이다. 누워 있는 자세는 잠을 잘 때, 부상이나 질병에 걸렸을 때 하는 가장 흔한 자세다.